# ホバート・ボズワース
ホバート・ボズワース（Hobart Bosworth, 1867年8月11日 - 1943年12月30日）は、アメリカ合衆国の俳優、映画監督、脚本家、映画プロデューサーである。本名ホバート・ヴァン・ザント・ボズワース（Hobart Van Zandt Bosworth）、愛称ヴァイオレッツ（Violets）。日本ではホバート・ボスウォースとも紹介された。

## 人物・来歴
1867年（慶応年間）8月11日、オハイオ州マリエッタに生まれる。
舞台から映画に転向、映画へのもっとも古い出演記録は、満41歳となる1908年（明治41年）、フランシス・ボッグズ、トーマス・パーソンズの共同監督によるアレクサンドル・デュマ・ペールの小説『モンテ・クリスト伯』の短篇映画化 The Count of Monte Cristo で、主人公のエドモン・ダンテスを演じている。以降、セリグ・ポリスコープ・カンパニーの量産する短篇映画に多く主演する。1911年（明治44年）には、自らの主演作 Stability vs. Nobility で監督業に進出する。
1913年（大正2年）、ホバート・ボズワース・プロダクションズを設立し、The Sea Wolf の製作・監督を行なう。同社の製作した作品は、ジェシー・L・ラスキー・フィーチャー・プレイ・カンパニー（フェイマス・プレイヤー＝ラスキー）やパラマウント映画が配給した。1915年（大正4年）に監督した主演作 Fatherhoodでは、美術等も手がけるが、同作はユニヴァーサル・フィルム・マニュファクチュアリング・カンパニー（現在のユニバーサル・ピクチャーズ）での製作・配給作品で、同作以降、同社に所属する。次作 The White Scar を最後に監督業から撤退、再び俳優業に専念する。翌1916年（大正5年）、ユニヴァーサルが傘下に設立したブルーバード映画では、ロイド・B・カールトン監督の『恨の短剣』に主演、同作は日本でも公開された。同年、『浮世』に主演したのを最後に、ジェシー・L・ラスキー・フィーチャー・プレイ・カンパニーに移籍する。
トーキー化した1930年（昭和5年）以降も主演や脇役を含め映画出演をつづけ、その多くは日本でも公開されている。満75歳となる1942年（昭和17年）、レイ・エンライト監督の Sin Town が最後の出演作となる。
1943年（昭和18年）12月30日、カリフォルニア州グレンデールで肺炎のために死去した。満76歳没。同市にあるフォレスト・ローン・メモリアル・パークに眠る。映画産業への貢献によりハリウッド大通り6522番地にハリウッド・ウォーク・オブ・フェームの星を刻む。

## おもなフィルモグラフィ
特筆以外はすべて出演作である。1915年以前の出演作は主なものに留めた。

### 1900年代
- The Count of Monte Cristo : 監督フランシス・ボッグズ / トーマス・パーソンズ、1908年 - 出演・役 Edmond Dantes
- Dr. Jekyll and Mr. Hyde : 監督オーティス・ターナー、1908年 - 出演・役 Dr. Jekyll / Mr. Hyde

### 1910年代
- The Wonderful Wizard of Oz : 監督オーティス・ターナー、1910年 - 出演・役 Wizard of Oz and King
- Willie : 監督フランシス・ボッグズ、1910年 - 脚本・主演
- Stability vs. Nobility : 1911年 - 監督・出演・役 Colonel Bradley （初監督作）
- A Sacrifice to Civilization : 1911年 - 監督・出演
- The New Faith : 1911年 - 監督・出演・役 Caius Valerius
- It Happened in the West : 1911年 - 監督・出演
- In the Shadow of the Pines : 1911年 - 監督・出演
- The Totem Mark : 監督オーティス・ターナー、1911年 - 脚本・出演・役 Lotokah
- The Voyager: A Tale of Old Canada : 1911年 - 監督・脚本・出演
- McKee Rankin's '49' : 1911年 - 監督・脚本・出演・役 An Old Miner - the '49'
- A Cup of Cold Water : 1911年 - 監督・出演
- John Oakhurst, Gambler : 1911年 - 監督・出演
- An Indian Vestal : 1911年 - 監督・脚本・出演
- Coals of Fire : 1911年 - 監督・脚本・出演・役 Bill Ewing
- A Painter's Idyl : 1911年 - 監督・出演
- Little Injin : 1911年 - 監督・脚本・出演
- In the Days of Gold : 1911年 - 監督・脚本・出演・役 Dick Harding 'A black sheep'
- The Bootlegger : 1911年 - 監督
- The Convent of San Clemente : 1911年 - 監督・出演
- A Frontier Girl's Courage : 1911年 - 監督・出演・役 Jim
- The Chief's Daughter : 1911年 - 監督・脚本・出演
- George Warrington's Escape : 1911年 - 監督・翻案・脚本・出演・役 George Warrington
- Evangeline : 1911年 - 監督・脚本・出演・役 Gabriel
- Brown of Harvard : 監督コリン・キャンベル、1911年 - ノンクレジット出演
- A Modern Rip : 1911年 - 監督・脚本・出演
- The Mate of the Alden Bessie : 1912年 - 監督・脚本・出演
- The Other Fellow : 1912年 - 監督・出演
- Merely a Millionaire : 1912年 - 監督・出演・役 The tramp & the millionaire
- A Night Out : 1912年 - 監督
- Bunkie : 1912年 - 監督・出演・役 Lieutenant Brook
- Disillusioned : 1912年 - 監督・原作・出演・役 The Cowboy
- The Hobo : 1912年 - 監督・脚本・出演・役 The Hobo
- A Child of the Wilderness : 1912年 - 監督・原作・出演
- The Polo Substitute : 監督コリン・キャンベル、1912年 - 脚本・出演・役 Probyn
- In the Tents of the Asra : 1912年 - 監督・原作・出演
- Land Sharks vs. Sea Dogs : 1912年 - 監督・出演
- The Trade Gun Bullet : 1912年 - 監督・脚本・出演
- The Substitute Model : 1912年 - 監督・脚本
- The Pirate's Daughter : 1912年 - 監督・脚本・出演
- When Edith Played Judge and Jury : 1912年 - 監督
- Getting Atmosphere : 1912年 - 監督・出演
- The Legend of the Lost Arrow : 1912年 - 監督・出演
- Atala : 1912年 - 監督・出演
- Miss Aubry's Love Affair : 1912年 - 監督・出演
- John Colter's Escape : 1912年 - 監督
- The Awakening : 監督ハーディー・カークランド、主演フランク・ウィード、1912年 - プロデューサー
- Alas! Poor Yorick! : 監督コリン・キャンベル、1913年
- Buck Richard's Bride : 監督フレッド・ハントリー、1913年 - 原作・出演・役 Buck Richard
- 『生?死?肉』[7] In the Midst of the Jungle : 監督ヘンリー・マックレイ、1913年 - 主演
- The Sea Wolf : 1913年 - プロデューサー・監督・ノンクレジット脚本・出演・役 Wolf Larsen
- John Barleycorn : 1914年 - プロデューサー・監督・出演・役 Scratch Nelson
- The Valley of the Moon : 1914年 - 監督・出演
- Martin Eden : 1914年 - プロデューサー・監督・脚本・出演
- An Odyssey of the North : 1914年 - プロデューサー・監督・脚本・出演・役 Naass
- Burning Daylight: The Adventures of 'Burning Daylight' in Alaska : 1914年 - 監督・出演・役 Elam Harnish, aka 'Burning Daylight'
- Burning Daylight : 1914年 - プロデューサー・監督・出演
- The Pursuit of the Phantom : 1914年 - 監督・脚本・出演・役 Richard Alden
- Burning Daylight: The Adventures of 'Burning Daylight' in Civilization : 1914年 - 監督・出演・役 Elam Harnish, aka 'Burning Daylight'
- The Country Mouse : 1914年 - プロデューサー・監督・脚本・出演・役 Billy Bladerson
- The Chechako : 1914年 - 監督
- Tainted Money : 監督ユリシーズ・デイヴィス、1915年
- Buckshot John : 1915年 - 監督・出演・役 'Buckshot John' Moran
- Pretty Mrs. Smith : 1915年 - 監督・ノンクレジット出演・役 Cameo Appearance
- Help Wanted : 1915年 - 監督・出演・役 Jerrold D. Scott
- Little Sunset : 監督不明、1915年 - 出演・役 Gus Bergstrom the 'Terrible Swede'
- The Scarlet Sin : 監督オーティス・ターナー、1915年 - 出演・役 Eric Norton
- Nearly a Lady : 1915年 - 監督・ノンクレジット出演・役 Cameo Appearance as Frederica's Father
- A Little Brother of the Rich : 監督オーティス・ターナー、1915年 - 脚本・出演・役 Henry Leamington
- Business Is Business : 監督オーティス・ターナー、1915年 - 出演・役 Christ
- 'Twas Ever Thus : 監督不明、1915年 - 出演・役 Hard Muscle/Col. Warren/John Rogers
- Fatherhood : 1915年 - 監督・脚本・美術・ロケーションマネージャー・出演・役 Lon Gilchrist
- Colorado : 監督ノーヴァル・マグレガー、1915年 - 出演・役 Thomas Doyle
- The White Scar : 1915年 - プロデューサー・監督・脚本・出演・役 Na-Ta-Wan-Gan（最終監督作）
- The Beachcomber : 監督フィル・ローゼン、1915年 - プロデューサー・原作・出演・役 The sailor
- Betty in Search of a Thrill : 監督フィリップス・スモーリー / ロイス・ウェバー、1915年 - プロデューサー
- The Target : 監督ノーヴァル・マグレガー、1916年 - 出演・役 Big Bill Brent
- 『恨の短剣』 The Yaqui : 監督ロイド・B・カールトン、1916年 - 出演・役 Tambor
- Two Men of Sandy Bar : 監督ロイド・B・カールトン、1916年 - 出演・役 John Oakhurst
- Doctor Neighbor : 監督ロイド・B・カールトン、1916年 - 出演・役 Dr. Neighbor
- 『鉄腕』 The Iron Hand : 監督ユリシーズ・デイヴィス、1916年 - 出演・役 Tim Noland
- 『浮世』 The Way of the World : 監督ロイド・B・カールトン、1916年 - 出演・役 John Nevill
- Oliver Twist : 監督ジェームズ・ヤング、1916年 - 出演・役 Bill Sykes
- 『ヂャン・ダーク』 Joan the Woman : 監督セシル・B・デミル、1916年 - 出演・役 Gen. La Hire
- 『モルモンの少女』 A Mormon Maid : 監督ロバート・Z・レナード、1917年 - 出演・役 John Hogue
- 『豪胆少年』 Freckles : 監督マーシャル・ニーラン、1917年 - 出演・役 John McLean
- Unconquered : 監督フランク・レイカー、1917年 - 出演・役 Henry Jackson
- The Inner Shrine : 監督フランク・レイカー、1917年 - 出演・役 Derek Pruyn
- 『小米国人』 The Little American : 監督セシル・B・デミル / ジョセフ・レヴァリング（いずれもノンクレジット）、脚本ジェニー・マクファーソン、1917年 - 出演・役 German Colonel
- What Money Can't Buy : 監督ルー・テリジェン、1917年 - 出演・役 Govrian Texler
- Betrayed : 監督ラオール・ウォルシュ、1917年 - 出演・役 Leopoldo Juares
- 『神に見離された女』 The Woman God Forgot : 監督セシル・B・デミル、1917年 - 出演・役 Cortez
- 『悪魔石』 The Devil-Stone : 監督セシル・B・デミル、1917年 - 出演・役 Robert Judson
- 『国境の狼群』 The Border Legion : 監督T・ヘイズ・ハンター、1918年 - 出演・役 Jack Kells
- 『扉の蔭』 Behind the Door : 監督アーヴィン・ウィラット、1919年 - 出演・役 Oscar Krug

### 1920年代
- 『水を潜つて』（別題『千尋の底』） Below the Surface : 監督アーヴィン・ウィラット、1920年 - 出演・役 Martin Flint
- 『丈夫の誓』（別題『彼自身の法律』） His Own Law : 監督J・パーカー・リード・ジュニア、1920年 - 出演・役 J.C. MacNeir
- 『猛船長』（別題『野獣の主人』） The Brute Master : 監督ロイ・マーシャル、1920年 - 原作・出演・役 Bucko McAllister, The Brute Master
- 『一騎当千の男』（別題『千に一つ』） A Thousand to One : 監督ローランド・V・リー、1920年 - 出演・役 William Newlands
- The Foolish Matrons : 監督クラレンス・ブラウン / モーリス・トゥールヌール、1921年 - 出演・役 Dr. Ian Fraser
- 『人生の闘争』 The Cup of Life : 監督ローランド・V・リー、1921年 - 出演・役 'Bully' Brand
- 『盲目の愛』 Blind Hearts : 監督ローランド・V・リー、1921年 - プロデューサー・出演・役 Lars Larson
- 『海上の猛獅子』 The Sea Lion : 監督ローランド・V・リー、1921年 - プロデューサー・出演・役 John Nelson
- 『血に燃ゆる砂漠』 White Hands : 監督ランバート・ヒルヤー、1922年 - 出演・役 'Hurricane Hardy'
- 『富に群る者』 The Strangers' Banquet : 監督マーシャル・ニーラン、1922年 - 出演・役 Shane Keogh
- Man Alone : 監督ウィリアム・H・クリフォード、1923年 - 出演・役 Ben Dixon
- 『虚栄の市』 Vanity Fair : 監督ヒューゴー・ボーリン、1923年 - 出演・役 Marquis of Steyne
- 『唖も語る』（別題『意気天を衝く』）Little Church Around the Corner : 監督ウィリアム・A・サイター、1923年 - 出演・役 John Morton
- 『風雲のゼンダ城』 Rupert of Hentzau : 監督ヴィクター・ヒアマン、1923年 - 出演・役 Col. Sapt
- 『自由結婚』 The Common Law : 監督ジョージ・アーチェンボード、1923年 - 出演・役 Henry Neville
- The Eternal Three : 監督マーシャル・ニーラン / フランク・アーソン、1923年 - 出演・役 Dr. Frank R. Walters
- 『パレスの騎士』（別題『パレス』） In the Palace of the King : 監督エメット・J・フリン、1923年 - 出演・役 Mendoza
- 『人生の異端者』 The Man Life Passed By : 監督ヴィクター・シャーツィンガー、1923年 - 出演・役 'Iron Man' Moore
- 『光り闇を行く』（別題『闇黒』） Through the Dark : 監督ジョージ・W・ヒル、1924年 - 出演・役 Warden
- 『男の名を言へ』 Name the Man : 監督ヴィクター・シェーストレム、1924年 - 出演・役 Christian Stowell
- Nellie, the Beautiful Cloak Model : 監督エメット・J・フリン、1924年 - 出演・役 Thomas Lipton/Robert Horton
- The Woman on the Jury : 監督ハリー・O・ホイト、1924年 - 出演・役 Judge Davis
- 『淋しき燈台守』 Captain January : 監督エドワード・F・クライン、1924年 - 出演・役 Jeremiah Judkins
- 『迷路の乙女』（別題『生と戦う女』） Bread : 監督ヴィクター・シャーツィンガー、1924年 - 出演・役 Mr. Corey
- The Silent Watcher : 監督フランク・ロイド、1924年 - 出演・役 John Steele, 'The Chief'
- 『オーロラの彼方』 Hearts of Oak : 監督ジョン・フォード、1924年 - 出演・役 Terry Dunnivan
- Sundown : 監督ハリー・O・ホイト / ローレンス・トリンブル、1924年 - 出演・役 John Brent
- If I Marry Again : 監督ジョン・フランシス・ディロン、1925年 - 出演・役 John Jordan
- 『我が子』 My Son : 監督エドウィン・カリュー、1925年 - 出演・役 Sheriff Ellery Parker
- Chickie : 監督ジョン・フランシス・ディロン、1925年 - 出演・役 Jonathan
- 『荒野の孤児』 Zander the Great : 監督ジョージ・W・ヒル、1925年 - 出演・役 The Sheriff
- 『血に燃ゆる大海』 The Half-Way Girl : 監督ジョン・フランシス・ディロン、1925年 - 出演・役 John Guthrie
- 『幸運の風』 Winds of Chance : 監督フランク・ロイド、1925年 - 出演・役 Sam Kirby
- 『ビッグ・パレード』（別題『大進軍』） The Big Parade : 監督キング・ヴィダー、1925年 - 出演・役 Mr. Apperson
- 『地獄極楽』 Steel Preferred : 監督ジェイムズ・P・ホーガン、1925年 - 出演・役 James Creeth
- 『名門の血は躍る』 The Golden Strain : 監督ヴィクター・シャーツィンガー、1925年 - 出演・役 Maj. Milton Mulford
- The Far Cry : 監督シルヴァノ・バルボニ、1926年 - 出演・役 Julian Marsh
- 『素晴らしい果報者』 The Nervous Wreck : 監督スコット・シドニー、1926年 - 出演・役 Jud Morgan
- 『修羅のサーカス』 Spangles : 監督フランク・オコナー、1926年 - 出演・役 Robert 'Big Bill' Bowman
- Three Hours : 監督ジェームズ・フラッド、1927年 - 出演・役 Jonathan Durkin
- 『アンニー・ローリー』 Annie Laurie : 監督ジョン・S・ロバートソン、1927年 - 出演・役 The MacDonald Chieftain
- 『ブラッド・シップ』 The Blood Ship : 監督ジョージ・B・サイツ、1927年 - 出演・役 Jim Newman
- 『支那の鸚鵡』 The Chinese Parrot : 監督パウル・レニ、1927年 - 出演・役 P.J. Madden
- 『デパート娘大学』 My Best Girl : 監督サム・テイラー、1927年 - 出演・役 Robert E. Merrill
- The Smart Set : 監督ジャック・コンウェイ、1928年 - 出演・役 Durant
- Freckles : 監督ジェームズ・レオ・ミーハン、1928年 - 出演・役 McLean
- 『激浪の響』 After the Storm : 監督ジョージ・B・サイツ、1928年 - 出演・役 Manin Dane
- 『血涙の志士』 Hangman's House : 監督ジョン・フォード（ノンクレジット）、1928年 - 出演・役 Lord Chief Justice James O'Brien
- A Man of Peace : 監督ブライアン・フォイ、1928年
- 『曲馬天国』 Sawdust Paradise : 監督ルーサー・リード、1928年 - 出演・役 Isaiah
- Annapolis : 監督クリスティ・キャバンヌ、1928年 - 出演・役 Father
- 『恋多き女』 A Woman of Affairs : 監督クラレンス・ブラウン、1928年 - 出演・役 Sir Morton Holderness
- King of the Mountain : 監督不明、1929年
- The Man Higher Up : 監督ウィリアム・C・デミル、1929年
- 『山の王者』 Eternal Love : 監督エルンスト・ルビッチ、1929年 - 出演・役 Rev. Tass
- 『ハリケン』（別題『海の王者』） Hurricane : 監督ラルフ・インス、1929年 - 出演・役 Hurricane Martin
- The Show of Shows : 監督ジョン・G・アドルフィ、1929年 - 出演・役 Executioner - Guillotine Sequence

### 1930年代
- 『クラック将軍』 General Crack : 監督アラン・クロスランド、1930年 - 出演・役 Count Hensdorff
- 『マミイ』 Mammy : 監督マイケル・カーティス、1930年 - 出演・役 Meadows
- 『悪魔の日曜日』 The Devil's Holiday : 監督エドマンド・グールディング、1930年 - 出演・役 Ezra Stone
- 『オフィス・ワイフ』 The Office Wife : 監督ロイド・ベーコン、1930年 - 出演・役 Mr. J.P. McGowan
- 『世界の英雄』 Abraham Lincoln : 監督D・W・グリフィス、1930年 - 出演・役 General Robert E. Lee
- Du Barry, Woman of Passion : 監督サム・テイラー、1930年 - 出演・役 Duc de Brissac
- 『サァド・アラアム』 The Third Alarm : 監督エモリー・ジョンソン、1930年 - 出演・役 Precinct Fire Captain
- 『五十年後の世』 Just Imagine : 監督デイヴィッド・バトラー、1930年 - 出演・役 Z-4
- 『四十八手の裏表』 Sit Tight : 監督ロイド・ベーコン、1931年 - 出演・役 Walter Dunlap
- 『大飛行船』 Dirigible : 監督フランク・キャプラ、1931年 - 出演・役 Louis Rondelle
- 『燃ゆる海原』 Shipmates : 監督ハリー・A・ポラード（ノンクレジット）、1931年 - 出演・役 Adm. Ben Corbin
- This Modern Age : 監督ニック・グラインド、1931年 - 出演・役 Mr. Robert Blake Sr.
- Fanny Foley Herself : 監督メルヴィル・W・ブラウン、1931年 - 出演・役 Seely
- 『怒号する天地』 Carnival Boat : 監督アルバート・S・ロージェル、1932年 - 出演・役 Jim Gannon
- 『ミラクルマン』 The Miracle Man : 監督ノーマン・Z・マクロード、1932年 - 出演・役 The Patriarch
- The County Fair : 監督ルイ・キング、1932年 - 出演・役 Col. Ainsworth
- 『モヒカン族の最後』 The Last of the Mohicans : 監督フォード・ビーブ / B・リーヴス・イーソン、1932年 - 出演・役 Chingachgook, 'the Sagamore'
- No Greater Love : 監督ルイス・サイラー、1932年 - 出演・役 Doctor
- 『進めオリンピック』 Million Dollar Legs : 監督エドワード・F・クライン、1932年 - ノンクレジット出演・役 Olympics Starter
- The Phantom Express : 監督エモリー・ジョンソン、1932年 - 出演・役 Mr. Harrington
- 『一日だけの淑女』 Lady for a Day : 監督フランク・キャプラ、1933年 - 出演・役 Governor
- 『激浪』 Whom the Gods Destroy : 監督ウォルター・ラング、1934年 - 出演・役 Alec Klein
- 『空飛ぶ音楽』 Music in the Air : 監督ジョー・メイ（ヨーエ・マイ）、1934年 - 出演・役 Cornelius
- Keeper of the Bees : 監督クリスティ・キャバンヌ、1935年 - 出演・役 Michael the Bee Master
- Together We Live : 監督ウィラード・マック、1935年 - 出演・役 Col. Dickenson
- 『十字軍』 The Crusades : 監督セシル・B・デミル、1935年 - 出演・役 Frederick, Duke of the Germans
- 『周遊する蒸気船』 Steamboat Round the Bend : 監督ジョン・フォード、1935年 - 出演・役 Chaplain
- The Dark Hour : 監督チャールズ・ラモント、1936年 - 出演・役 Charles Carson
- Wolves of the Sea : 監督エルマー・クリフトン、1936年 - 出演・役 Capt. Wolf Hansen
- Wildcat Trooper : 監督エルマー・クリフトン、1936年 - 出演・役 Dr. Martin
- 『スパンキー将軍』 General Spanky : 監督ゴードン・ダグラス / フレッド・C・ニューメイヤー、1936年 - 出演・役 Col. Blanchard
- Portia on Trial : 監督ジョージ・ニコルズ・ジュニア、1937年 - 出演・役 Governor
- 『魔炎島滅亡記』 The Secret of Treasure Island : 監督エルマー・クリフトン、1938年 - 出演・役 Dr. X
- Rollin' Plains : 監督アルバート・ハーマン、1938年 - 出演・役 John 'Gospel' Moody
- King of the Sierras : 監督サミュエル・ディージュ / アーサー・ロッスン、1938年 - 出演・役 Uncle Hank

### 1940年代
- Bullets for O'Hara : 監督ウィリアム・K・ハワード、1941年 - ノンクレジット出演・役 Judge Southerland
- 『我が道は遠けれど』 One Foot in Heaven : 監督アーヴィング・ラパー、1941年 - ノンクレジット出演・役 Richard Hardy Case
- Law of the Tropics : 監督レイ・エンライト、1941年 - 出演・役 Boss Frank Davis
- 『壮烈第七騎兵隊』 They Died with Their Boots On : 監督ラオール・ウォルシュ、1941年 - ノンクレジット出演・役 Mr. Cartwright - Clergyman
- 『硝煙のダコタ』 Wild Bill Hickok Rides : 監督レイ・エンライト、1942年 - ノンクレジット出演・役 Fanatic in Chicago
- Bullet Scars : 監督D・ロス・レダーマン、1942年 - 出演・役 Dr. Sidney Carter
- I Was Framed : 監督D・ロス・レダーマン、1942年 - 出演・役 D.L. Wallace
- Escape from Crime : 監督D・ロス・レダーマン、1942年 - ノンクレジット出演・役 Chaplain
- 『三人姉妹』 The Gay Sisters : 監督アーヴィング・ラパー、1942年 - ノンクレジット出演・役 Clergyman at Wedding
- Sin Town : 監督レイ・エンライト、1942年 - 出演・役 Humiston

## 関連事項
- マリエッタ (オハイオ州) （en:Marietta, Ohio）
- セリグ・ポリスコープ・カンパニー （en:Selig Polyscope Company）
- フェイマス・プレイヤー＝ラスキー （en:Famous Players-Lasky）
- フォレスト・ローン・メモリアル・パーク (グレンデール) （en:Forest Lawn Memorial Park, Glendale）
- ハリウッド大通り （en:Hollywood Boulevard）

## 註
1. 1 2 3 4 5 6 7 8 9 10 11 12 13 14 15 16  Hobart Bosworth, Internet Movie Database （英語）, 2010年5月31日閲覧。
2. 1 2  ホバート・ボスウォース、キネマ旬報映画データベース、2010年5月31日閲覧。
3. ↑  The Count of Monte Cristo - IMDb（英語）, 2010年5月31日閲覧。
4. 1 2  Hobart Bosworth Productions - IMDb（英語）, 2010年5月31日閲覧。
5. ↑  『ブルーバード映画の記録』 : 製作・著・発行山中十志雄・塚田嘉信、1984年4月、p.60-63.
6. ↑  Hobart Bosworth, Find A Grave （英語）, 2010年5月31日閲覧。
7. ↑  『20世紀アメリカ映画事典 1914-2000日本公開作品記録 索引』、畑暉男編、カタログハウス、2002年 ISBN 4905943507、p.76.